# ملمداس
مِلمِداس، در باورهای عامیانهٔ جنوب ایران، نام زنی است بسیار زیبا که آراسته به انواع گوهرهای گرانبها می‌باشد. ملمداس بر جوانان پدیدار می‌شود و آنان را به همآغوشی با خویش فرا می‌خواند، اما به هنگام همخوابی، پاهای او همچون اره‌ای جوان هوسباز را قربانی می‌سازد و او را تکّه تکّه می‌کند.
ملمداس را می‌توان همتای جهی در اساطیر زرتشتی دانست. برخی نیز از شباهت ملمداس با سیرن در اساطیر یونان سخن گفته‌اند. در حاشیهٔ خلیج فارس به این موجود افسانه‌ای منمنداس نیز می‌گویند.
از نام‌های دیگر ملمداس می‌توان به: مُم داس، اُم الداس و میل داس نیز اشاره کرد.

## ظاهر ملمداس
ملمداس موجودی شبیه پری دریایی است. دارای بالاتنه بسیار زیبا و جذاب است. اما در قسمت پایین‌تنه دو داس بزرگ، برنده و بسیار خطرناک دارد. در بعضی مناطق استان هرمزگان دستان او را بجای پاهایش، شبیه داس می‌دانند.

## چگونه طعمه‌ها را به دام می‌اندازد
ملمداس بر جوانان پدیدار می‌شود و آنان را به همآغوشی با خویش فرامی خواند، اما به هنگام همخوابی پاهای او، همچون اره ای جوان هوسباز را قربانی می‌سازد و او را تکّه تکّه می‌نماید.

## کجا ظاهر می‌شود
در این مورد که ملمداس کجا ظاهر می‌شود. باورهایی متفاوت وجود دارد.
مردم جزیره هرمز بر این باورندکه:
در کنار دره‌های نمک (در نزدیکی کارخانه فعلی معدن خاک سرخ) یک درخت کُنار بزرگ وجود داشت. در زیر این کُنار زنی زیبا و همچون فرشته، در حوالی غروب می‌نشست. این زن که ملمداس نام داشت گیسوهای بلند خود را با یک دست می‌گرفت و با دست دیگر شانه می‌کرد. مردانی که او را می‌دیدند با نگاه دلربای ملمداس اسیر می‌شدند. به کنار او می‌آمدند و با او هم صحبت می‌شدند سپس ملمداس با جنس مخالف خود نزدیکی می‌کرد. بعد از آن ملمداس چهره زیبایش را از دست می‌داد. شبیه به پیرزنی می‌شد و دو دست او تبدیل به داس می‌شد و جنس مخالف خود را با داس تکه‌تکه می‌کرد.
اما ناخداها و ماهیگیران محلی باور دیگری دارند:
ملمداس بالاتنه ای چون پری دریایی دارد. در شبی که ماه کامل است در دریا ظاهر می‌شود. یک زن زیبا و اغواکننده است. او ماهیگران تنها را روی دریا افسون می‌کند. ملمداس آن‌ها را به‌طرف خودش دعوت می‌کند، آن‌ها هم که آن همه زیبایی جادویشان کرده‌است. خود را در آب می‌اندازند و شنا کنان به طرفش می‌روند. فقط بالاتنه ملمداس شکل زن است و پایین‌تنه اش که زیر آب است و بسیار ترسناک است. دو پا شبیه دو داس (یا اره) دارد و به محض اینکه یک ملوان یا ماهیگیر را به طرف خودش کشید او را به طرف پاهایش می‌برد و او را تکه‌تکه می‌کند.